# 98 Herculis
Désignations
98 Herculis (en abrégé 98 Her) est une étoile variable de la constellation boréale d'Hercule. Elle est visible à l'œil nu avec une magnitude apparente de 4,96. D'après la mesure de sa parallaxe annuelle par le satellite Gaia, l'étoile est distante d'environ ∼ 588 a.l. (∼ 180 pc) de la Terre. Sa magnitude visuelle est diminuée de 0,19 en raison de l'extinction créée par la poussière interstellaire. Elle se rapproche du Système solaire à une vitesse radiale de −19,5 km/s.
98 Herculis est une étoile géante rouge vieillissante de la branche asymptotique des géantes et de type spectral M3-SIII. La notation « M-S » indique que son spectre présente un type intermédiaire entre une géante de type M et une étoile de type S. C'est également une étoile à baryum légère avec une classe d'intensité de 0,2,, ainsi qu'une variable irrégulière à longue période de sous-type LB, dont la magnitude apparente varie entre 4,96 et 5,06 sans période définissable. Le rayon de l'étoile est autour de 85 fois plus grand que le rayon solaire, elle est environ 1 330 fois plus lumineuse que le Soleil et sa température de surface est de 3 772 K.